# 于尔根·莫泽
于尔根·库尔特·莫泽（德語：Jürgen Kurt Moser，1928年7月4日—1999年12月17日），德国-美国数学家，研究领域包括哈密顿动力系统和偏微分方程。